# سيما بيسواس
سيما بيسواس هي ممثلة هندية، ولدت في 14 يناير 1965 في الهند. من الجوائز التي نالتها جوائز جيني وجوائز فيلم فير وCanadian Screen Award for Best Supporting Actress ‏ وNational Film Award for Best Actress in a Leading Role ‏ وCanadian Screen Award for Best Actress ‏ وجائزة سانجيت ناتاك أكاديمي ‏.

## جوائز
- جوائز جيني
- جوائز فيلم فير
- Canadian Screen Award for Best Supporting Actress [الإنجليزية]‏
- National Film Award for Best Actress in a Leading Role [الإنجليزية]‏
- Canadian Screen Award for Best Actress [الإنجليزية]‏
- جائزة سانجيت ناتاك أكاديمي [الإنجليزية]‏

## وصلات خارجية
- سيما بيسواس على موقع IMDb (الإنجليزية)
- سيما بيسواس على موقع قاعدة بيانات الأفلام العربية
- سيما بيسواس على موقع ألو سيني (الفرنسية)
- سيما بيسواس على موقع أول موفي (الإنجليزية)
- سيما بيسواس على موقع قاعدة بيانات الأفلام السويدية (السويدية)
- سيما بيسواس على موقع قاعدة بيانات الفيلم (الإنجليزية)
- سيما بيسواس على موقع كينوبويسك (الروسية)